# Réserve naturelle Valle Tierra Mayor
La reserva natural Valle Tierra Mayor (français : réserve naturelle Valle Tierra Mayor) est une zone naturelle protégée située dans le département d'Ushuaïa, dans la province de Terre de Feu, en Argentine, à 20 km de la capitale.

## Histoire
La réserve est créée en 1994 par le décret provincial no 2256 dans le but de conserver la diversité biologique et le paysage et pour un usage exclusivement touristique. Il a une superficie de 29 500 ha. Elle comprend une partie des bassins des rivières Olivia et Lasifashaj et leurs vallées respectives (Carbajal et Tierra Mayor), y compris les versants sud de la sierra Alvear et les versants nord de la chaîne de montagnes Sorondo.
Dans les vallées formées par les tourbières, il existe des centres d'hiver où l'on pratique des sports tels que le ski de fond ou le ski nordique. L'utilisation extractive de la tourbe n'est pas envisagée, sauf dans un secteur de la vallée du río Olivia,.